# Telemea

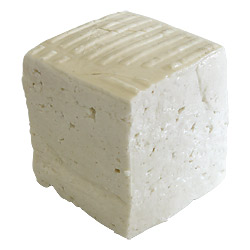
Un corte de Telemea sobre una tabla.

El Telemea (pronunciación rumana [teleˈme̯a]) es un queso tradicional de la cocina rumana (brânză). Su fuerte textura, sabor (sabor salado), color blanco, y elaboración lo hacen similar al feta de la cocina griega, y el búlgaro Sirene. Se suele elaborar habitualmente con leche de vaca, aunque en ocasiones, también contiene oveja. Se emplea de forma alternativa como queso para la elaboración de ensaladas. Se usa como aperitivo en tablas de queso, y también como acompañamiento en muchos platos habituales (por ejemplo: tortillas, crepes, tartas). El comino es una de las especias más habituales que lo acompañan. Es frecuente encontrarlo conservado en su propio cuajo. En 2005, fue galardonado como producto con Denominación de origen de Rumanía.